# Curt Friedrich August von Seydewitz
Curt Friedrich August Graf von Seydewitz (* 18. Mai 1769 in Pülswerda; † 19. August 1816 in München) war ein bayerischer Generalmajor und Ritter des Militär-Max-Joseph-Ordens.

## Leben

### Herkunft

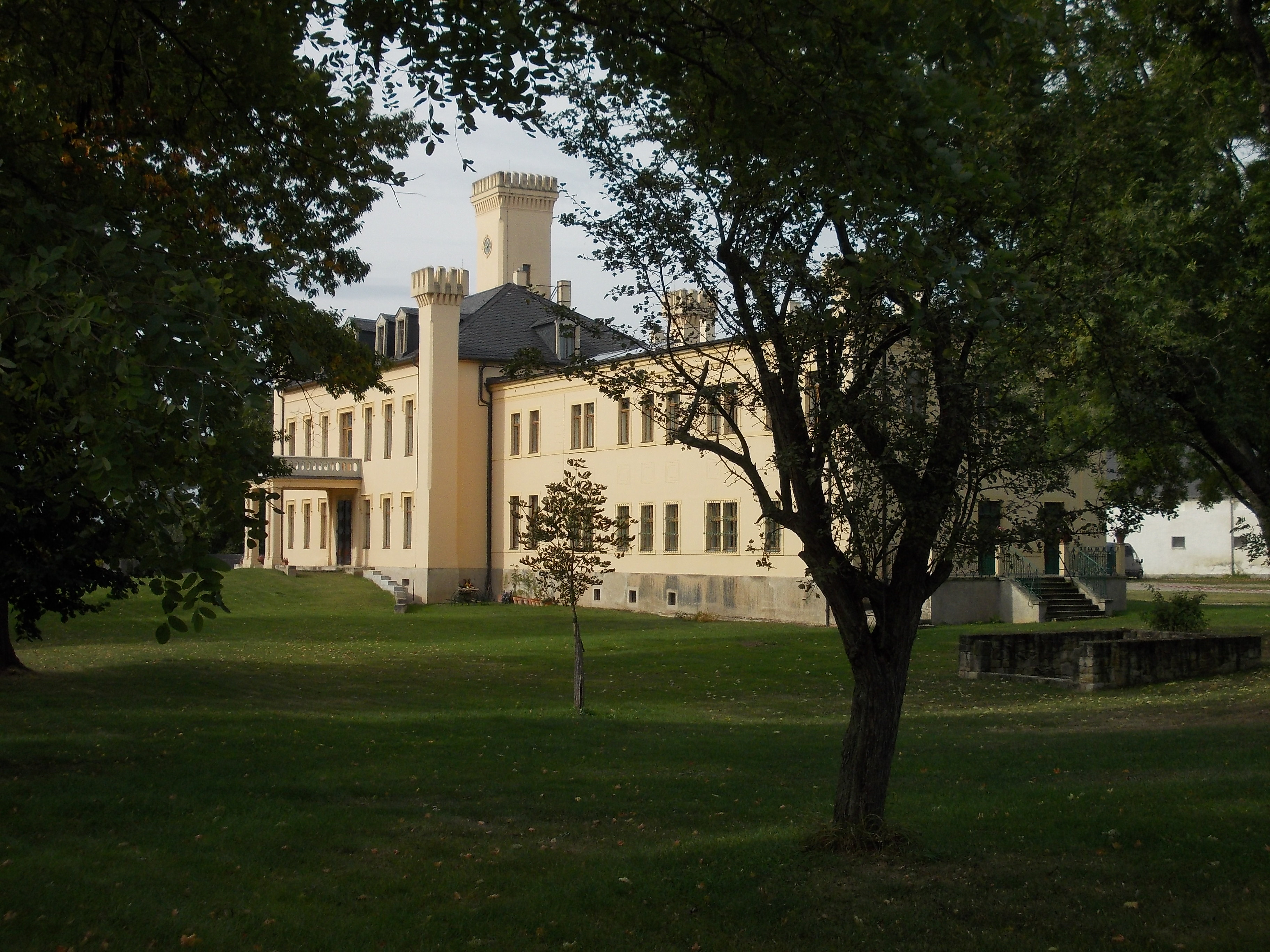
Schloss Pülswerda, der Geburtsort von Curt Friedrich August von Seydewitz.

Curt Friedrich August Graf von Seydewitz entstammte dem alten sächsischen Adelsgeschlecht von Seydewitz. Die Familie erhielt 1731 den Reichsfreiherrenstand. 1743 wurde August Friedrich Freiherr von Seydewitz in den Reichsgrafenstand erhoben. Da er unverheiratet verstarb, übertrug Kaiser Joseph II. am 10. Juli 1775 den Reichsgrafenstand auf dessen Neffen Curt Gottlob Graf von Seydewitz (1735–1809), Curt Gottlob, königlich sächsischer Kammerherr und Oberstleutnant, heiratete 1765 Dorothea von Nischwitz (1744–1823). Sie waren die Eltern von Curt Friedrich August. Sein jüngerer Bruder Alexander Graf von Seydewitz (* 1783) fiel während des Russlandfeldzuges 1812 als königlich sächsischer Rittmeister.

### Militärkarriere
Seydewitz diente zunächst in der kurfürstlich sächsischen Garde du Corps. Er verließ diesen Dienst nach 18 Jahren als Rittmeister und wurde am 3. August 1799 zum Major und Flügeladjutanten in der kurbayerischen Kavallerie ernannt. Am 12. Oktober 1801 wurde er Oberstleutnant im Kürassier-Regiment „Minucci“ und am 13. Oktober 1803 zum Oberst befördert. Am 4. November 1804 kam er mit diesem Dienstrang zum 2. Dragoner-Regiment „Taxis“.
Mit dem Verband nahm er 1805 am Krieg gegen Österreich teil. Im Gefecht bei Lofer am 3. November 1805 konnte er mit einer Kavallerieattacke den Rückzug der eigenen Truppen decken und eine Verfolgung durch die Österreicher verhindern. Bei der Übergabe der Festung Kufstein durch die Österreicher wurde Seydewitz als Parlamentär eingesetzt, wo er zur schnellen und vorteilhaften Übergabe der Festung beitrug. Im Gefecht bei Iglau in Mähren am 5. Dezember 1805 konnte er erfolgreich den Rückzug des bayerischen Korps unter General Wrede decken. Mit zwei Eskadronen Dragonern gelang es ihm, einen Angriff österreichischer Ulanen abzuwehren. Generalleutnant Wrede bedankte sich in einem Korpsbefehl vom 7. Dezember 1805 namentlich bei Oberst Seydewitz für seinen Einsatz. Am 1. Mai 1806 beantragte das Offizierskorps von Seydewitz 2. Dragoner-Regiment, in einer an das Generalkommando gerichteten und mit Zeugnissen belegten Eingabe, die Aufnahme ihres Obersten in den Militär-Max-Joseph-Orden für seine Taten während des Feldzuges von 1805. Generalleutnant Deroy, Ritter des Großkreuzes des Militär-Max-Joseph-Ordens, erkannte zwar das tapfere Verhalten von Seydewitz wiederholt an, glaubte aber keine hinlänglichen Gründe zu finden, um die Aufnahme in den Orden beantragen zu können.
Im Oktober 1806 führte Seydewitz das 2. Dragoner-Regiment im Feldzug gegen Preußen und Russland. Am 1. und 2. Januar 1807 konnte er sich erneut im Gefecht bei Weizenrodau und Seiferdau auszeichnen. Im Gefecht bei Wartha am 8. Februar 1807 hatte Seydewitz die preußischen Truppen aus ihrer Verschanzung vertrieben und mehrere Gefangene eingebracht. Im Armeebefehl vom 15. März 1807 wird er ehrenvoll erwähnt.
Am 6. November 1808 wurde Seydewitz zum Generalmajor und Brigadier der Kavallerie befördert. Als solcher führte er 1809 im Feldzug gegen Österreich die Kavallerie-Brigade der 3. Division. Sie bestand aus dem 2. Dragoner-Regiment „Taxis“ und dem 4. Chevaulegers-Regiment „Bubenhoven“. Mit beiden Regimentern deckte er erneute den Rückzug der 3. Division Deroy von Landshut nach Pfeffenhausen und konnte dabei zahlreiche Angriffe der Österreicher abwehren. Bei den Kämpfen wurde Seydewitz selbst, durch Unteroffiziere und Soldaten des 4. Chevaulegers-Regiment, aus der Mitte feindlicher Reiterhaufen befreit und so vor der Gefangenschaft bewahrt. Besondere Auszeichnung verdiente sich General Seydewitz in der folgenden Schlacht bei Eggmühl am 22. April 1809. Eine österreichische Batterie von 16 Geschützen und gedeckt von zahlreichen Kavallerieabteilungen hinderte das weitere Vorgehen der bayerischen und französischen Truppen. Ein Angriff französischer Kavallerie blieb wirkungslos. Napoleon persönlich befahl daraufhin Seydewitz den Angriff auf die Batterie. An der Spitze des 4. Chevaulegers-Regiments erreichte General Seydewitz die feindlichen Kanonen und konnte die Bedeckung und die Bedienungsmannschaften zunächst vertreiben. Eine Gegenattacke von österreichischen Chevaulegers zwang ihn zum Rückzug, doch konnte er bei einem erneuten Angriff, unterstützt von einer württembergischen Reiterbrigade und einem französischen Kürassier-Regiment, die Geschütze ein zweites Mal und endgültig erobern und somit die Entscheidung in der Schlacht herbeiführen.
Ein Armeebefehl vom 9. Mai 1809 belobigte Seydewitz' Verhalten und das seiner Einheit ausdrücklich. Schon im Brevet vom 5. Mai 1809, mit Armeebefehl vom 25. Juni 1809, erhielt Seydewitz das Offizierskreuz der französischen Ehrenlegion. Das Ritterkreuz wurde ihm bereits mit Brevet vom 5. März 1807 und mit Armeebefehl vom 31. März 1807 verliehen. Am 29. August 1809 wurde ein Ordenskapitel des Militär-Max-Joseph-Ordens unter dem Vorsitz von General Vincenti in Rosenheim abgehalten. Auf Grund der von Marschall Lefebvre, dem Divisionsgeneral Douet, dem Generalleutnant Deroy sowie den Offizieren des 2. Dragoner-Regiments und des 4. Chevaulegers-Regiments ausgestellten Zeugnisse, entschied sich das Kapitel einstimmig für die Aufnahme des Generalmajors von Seydewitz als Ritter in den Orden. Seydewitz hatte persönlich um die Verleihung nachgesucht. Mit Armeebefehl vom 28. November 1809 wurde er wegen seiner Auszeichnung in der Schlacht bei Eggmühl zum Ritter des Militär-Max-Joseph-Ordens ernannt.
Im Russlandfeldzug von 1812 führte er die 1. Kavallerie-Brigade, zu ihr gehörte das 1., 3. und 6. Chevaulegers-Regiment, des I. bayerischen Armeekorps. Aber bereits am 11. Juli 1812 musste er wegen Krankheit von Ollona aus nach Bayern zurückkehren und wurde durch Franz von Elbracht abgelöst. Am 19. August 1816 starb Seydewitz im Alter von 47 Jahren in München. Am 5. August 1842 wurde zur Erinnerung an ihn ein Festungswerk bei Germersheim nach ihm benannt.

### Ehe und Nachkommen
Seydewitz heiratete 1799 Clementine Gräfin von Callenberg (1770–1850). Aus der Ehe ging Sohn Maximilian (1800–1872) hervor. Er wurde königlich preußischer Landrat des Landkreises Torgau und 1867 in den Reichstag des Norddeutschen Bundes gewählt. Gräfin Clementine war in erster Ehe mit Ludwig Carl Hans Erdmann Graf von Pückler verheiratet gewesen. Aus dieser Ehe kam unter anderem Hermann von Pückler-Muskau.